# Округ Делавер (Пенсилванија)
Округ Делавер (енгл. Delaware County) је округ у америчкој савезној држави Пенсилванија.

## Демографија
По попису из 2010. године број становника је 558.979, што је 8.115 (1,5%) становника више него 2000. године.
| Група             | 2000.           | 2010.           |
| Белци             | 438.416 (79,6%) | 397.424 (71,1%) |
| Афроамериканци    | 79.981 (14,5%)  | 110.260 (19,7%) |
| Азијати           | 18.103 (3,3%)   | 26.277 (4,7%)   |
| Хиспаноамериканци | 8.368 (1,5%)    | 16.537 (3,0%)   |
| Укупно            | 550.864         | 558.979         |